# Plandome
Plandome es una villa ubicada en el condado de Nassau en el estado estadounidense de Nueva York. En el año 2000 tenía una población de 1.272 habitantes y una densidad poblacional de 998 personas por km². Plandome se encuentra dentro del pueblo de North Hempstead.

## Geografía
Plandome se encuentra ubicada en las coordenadas 40°48′27″N 73°42′0″O / 40.80750, -73.70000. Según la Oficina del Censo, la ciudad tiene un área total de 1,3 km² (0,5 mi²), de la cual 1,3 km² (0,5 mi²) es tierra y 0 km² (0 mi²) (0%) es agua.

## Demografía
Según la Oficina del Censo en 2000 los ingresos medios por hogar en la localidad eran de $192,073, y los ingresos medios por familia eran $200,000. Los hombres tenían unos ingresos medios de $100,000 frente a los $52,500 para las mujeres. La renta per cápita para la localidad era de $95,102. Alrededor del 4.5% de la población estaban por debajo del umbral de pobreza.